# 山本平三郎
山本 平三郎（やまもと へいざぶろう、1873年〈明治6年〉3月15日 - 1931年〈昭和6年〉1月31日）は、日本の政治家。衆議院議員（1期）。

## 経歴
京都府桑田郡、のちの南桑田郡曽我部村（現亀岡市）出身。鉄工業、建築請負業、海運業を営み、神戸市会議員となる。兵庫県土木建築請負業組合長、神戸市土木建築請負業組合相談役、神戸商工会議所議員兼常任議員、桜麦酒(株)監査役、相良銀行、相良運輸(株)取締役を務めた。
1930年の第17回衆議院議員総選挙において兵庫2区(当時)から立憲民政党公認で当選、1期務める。当選した翌1931年1月に死去した。